# Bandera de Parets del Vallès
La bandera oficial de Parets del Vallès té la següent descripció:
Bandera apaïsada, de proporcions dos d'alt per tres d'ample, quarterada en creu, amb els quarters superior de l'asta i inferior del vol, de color verd clar, carregats al centre, amb el cavall sallent blanc de l'escut, d'alçària 15/36 de la del drap i llargària 8/27 de la del mateix drap; i amb els quarters superior del vol i inferior de l'asta grocs, amb quatre pals vermells.
Va ser aprovada l'11 de gener de 2010 i publicada en el DOGC el 28 de gener del mateix any amb el número 5555.